# M3t
M3t var en typ av Ljungströms ångturbinlok som användes av TGOJ i malmtågen mellan Grängesberg och Oxelösund. Satsningen på ångturbinlok var ett sätt att effektivisera malmtransporterna och minska kolförbrukningen. Loken blev lyckade och drog regelbundet malmtåg på upp till 1 700 ton i malmtrafiken fram till 50-talet när de ersattes av ellok av typ Ma och Bt. Samtliga tre lok finns idag bevarade i Grängesberg.

## Listan
| Siffror | Byggt | (Senast känd) Plats / Ägare                      | Nuvarande status | Bild | Anteckningar |
| ------- | ----- | ------------------------------------------------ | ---------------- | ---- | ------------ |
| 71      | 1930  | Grängesbergsbanornas Järnvägsmuseum, Grängesberg | pågående översyn |      |              |
| 72      | 1936  | Grängesbergsbanornas Järnvägsmuseum, Grängesberg |                  |      |              |
| 73      | 1936  | Grängesbergsbanornas Järnvägsmuseum, Grängesberg |                  |      |              |